# ساده (فیلم ۱۹۹۴)
ساده 
(به تلوگویی: Sadhu) فیلمی محصول سال ۱۹۹۴ و به کارگردانی پی واسو است. در این فیلم بازیگرانی همچون آرجون سارجا، راوینا تاندون، ویجایاکومار، گوندامانی و رادها راوی ایفای نقش کرده‌اند.